# Liste der Baudenkmale in Bad Kleinen
In der Liste der Baudenkmale in Bad Kleinen sind alle denkmalgeschützten Bauten der mecklenburgischen Gemeinde Bad Kleinen und ihrer Ortsteile aufgelistet. Grundlage ist die Veröffentlichung der Denkmalliste des Kreises Nordwestmecklenburg mit dem Stand 9. November 2023.

## Legende
In den Spalten befinden sich folgende Informationen:
- ID-Nr: Die Nummer wird von den Denkmalämtern der Landkreise vergeben. Wenn sie nicht bekannt ist, bleibt die Spalte leer. In dieser Spalte kann sich zusätzlich das Wort Wikidata befinden, der entsprechende Link führt zu Angaben zu diesem Denkmal bei Wikidata.
- Lage: die Adresse des Denkmales und die geographischen Koordinaten.
Link zu einem Kartenansichtstool, um Koordinaten zu setzen. In der Kartenansicht sind Denkmale ohne Koordinaten mit einem roten bzw. orangen Marker dargestellt und können in der Karte gesetzt werden. Denkmale ohne Bild sind mit einem blauen bzw. roten Marker gekennzeichnet, Denkmale mit Bild mit einem grünen bzw. orangen Marker.
- Bezeichnung: Bezeichnung, so wie sie in den offiziellen Listen der Denkmalämter steht. Ein Link hinter der Bezeichnung führt zum Wikipedia-Artikel über das Denkmal. Wenn die Bezeichnung der Denkmalämter inhaltlich fehlerhaft ist, ist in der Spalte „Beschreibung“ darauf hinzuweisen.
- Beschreibung: Beschreibung des Denkmales
- Bild: ein Bild des Denkmales und gegebenenfalls einen Link zu weiteren Fotos des Denkmals im Medienarchiv Wikimedia Commons

## Baudenkmale nach Ortsteilen

### Bad Kleinen
| ID | Lage                            | Bezeichnung | Beschreibung | Bild |
| -- | ------------------------------- | --- | --- | --- |
| 27 | Gallentiner Chaussee 2 (Karte)  | Post | | Post |
| 28 | Gallentiner Chaussee 5 (Karte)  | Maschinenhaus und Wasserturm der ehem. Wasserheilanstalt                                                                                                 | | Maschinenhaus und Wasserturm der ehem. Wasserheilanstalt                                                                                                 |
| 29 | Gallentiner Chaussee 11 (Karte) | Villa | | Villa |
| 30 | Gallentiner Chaussee (Karte)    | sog. Eiertunnel | Der Eiertunnel wurde im Jahr 1896 erbaut. | Weitere Bilder |
| 32 | Rosensteig 2 (Karte)            | Wohnhaus | Teil eines Komplexes von kleinen Siedlungshäusern am Bahnhof. Wirtschaftsgebäude und Pumphaus standen ebenfalls auf der Denkmalliste, sind aber auf der Liste von 2017 als gestrichen vermerkt. | Wohnhaus |
| 33 | Rosensteig 4 (Karte)            | Wohnhaus und Wirtschaftsgebäude | | Wohnhaus und Wirtschaftsgebäude |
| 34 | Rosensteig 5 (Karte)            | Wohnhaus und Wirtschaftsgebäud | | Wohnhaus und Wirtschaftsgebäud |
| 35 | Rosensteig 6 (Karte)            | Wohnhaus und Wirtschaftsgebäude | | Wohnhaus und Wirtschaftsgebäude |
| 36 | Uferweg (Karte)                 | Mühlenkomplex: Verwalterwohnhaus, Mühlengebäude mit Getreidesilo, Reinigung, Mehlspeicher u. loser Kleieverlagerung, Garagenhaus, Trafohaus u. Betonsilo | | Mühlenkomplex: Verwalterwohnhaus, Mühlengebäude mit Getreidesilo, Reinigung, Mehlspeicher u. loser Kleieverlagerung, Garagenhaus, Trafohaus u. Betonsilo |
| 31 | Waldstraße (Karte)              | Kriegerdenkmal | | Kriegerdenkmal |
| 37 | Waldstraße 13/15 (Karte)        | Wohnhaus | | Wohnhaus |
| 38 | Waldstraße 17 (Karte)           | Wohnhaus | | Wohnhaus |

### Hoppenrade
| ID  | Lage    | Bezeichnung | Beschreibung | Bild |
| --- | ------- | ----------- | --- | ---- |
| 715 | (Karte) | Stall       | Gutsanlage und Gutshaus sind in der Denkmalliste von 2017 als gestrichen vermerkt. Nur der Stall steht noch als aktuelles Denkmal da. Gutshaus: 2-gesch., differenzierter Backsteinbau der Neorenaissance von 1853 mit Turm und teilweise mit Mezzaningeschoss; von 1928 bis 1997 Alten- und Pflegeheim, nach 1997 Wohnhaus. |      |

### Losten
| ID  | Lage                | Bezeichnung  | Beschreibung | Bild |
| --- | ------------------- | ------------ | --- | ---- |
| 874 | Dorfstr. 13 (Karte) | Häuslerei    | |      |
| 875 | (Karte)             | Waldfriedhof | Bis 1946 kamen 53.000 Flüchtling aus den Gebieten östlich von Oder und Neiße in den Raum Wismar und wurden zunächst im Quarantänelager Losten untergebracht. Zeitweise hielten sich bis zu 2000 Menschen in dem für 1000 Personen ausgelegten Lager auf. Etwa 280 verstarben dort und wurden im Wald beigesetzt. |      |

### Niendorf
| ID   | Lage                      | Bezeichnung                                                                    | Beschreibung | Bild |
| ---- | ------------------------- | ------------------------------------------------------------------------------ | --- | ---- |
| 1022 | B 106, Nr 1 und 3 (Karte) | Tagelöhnerkaten                                                                | |      |
| 1026 | Zum Gutshaus 7,9 (Karte)  | Gutshaus mit Gedenktafel für Landarbeiter W. Wittke, Stall, Vorfläche und Park | 2-gesch. verklinkerter Bau von um 1860 mit übergiebeltem Mittelrisalit; Joachim Freiherr von Brandenstein, von 1924 bis 1926 Ministerpräsident des Freistaates Mecklenburg-Schwerin, lebte hier von 1918 bis 1941. |      |

### Wendisch-Rambow
| ID   | Lage                                                     | Bezeichnung | Beschreibung | Bild |
| ---- | -------------------------------------------------------- | ----------- | ------------ | ---- |
| 1488 | Zum Dambecker Moor (ehem. Dorfstraße) Nr 1 und 3 (Karte) | Büdnerei    |              |      |
| 1489 | Zum Dambecker Moor (ehem. Dorfstraße) Nr 14 (Karte)      | Büdnerei    |              |      |

## Ehemalige Denkmale

### Bad Kleinen
| ID | Lage    | Bezeichnung | Beschreibung | Bild           |
| -- | ------- | ----------- | --- | -------------- |
| 26 | (Karte) | Bahnhof     | Der Bahnhof Bad Kleinen wurde 1848 eröffnet und seitdem mehrmals umgebaut. Lange Zeit war er ein Inselbahnhof mit einem Ensemble aus Bahnhofsgebäude mit angebauten Wasserturm und weiteren Nebengebäuden zwischen den Gleisen. 2017 wurden die denkmalgeschützten Bauten abgerissen. | Weitere Bilder |

## Quelle
- Denkmalliste des Landkreises Nordwestmecklenburg (Stand: 9. November 2023; PDF, 1,2 MByte)